# Маноза

Стереоізомери манози

Маноза — моносахарид із загальною формулою C6H12O6 (ізомер глюкози, компонент багатьох полісахаридів та змішаних біополімерів рослинного, тваринного та бактеріального походження. Входить до складу плодів цитрусових. Маноза зустрічається переважно у вигляді полісахаридів манонів (манани),які містяться в шкарлупах горіха, зернах ячменю, пшениці, корінні спаржі, цикорію, морських водоростях, грибах. У вільному стані вона міститься в плодах цитрусових (шкірка апельсину).